# Iluminación en la arquitectura

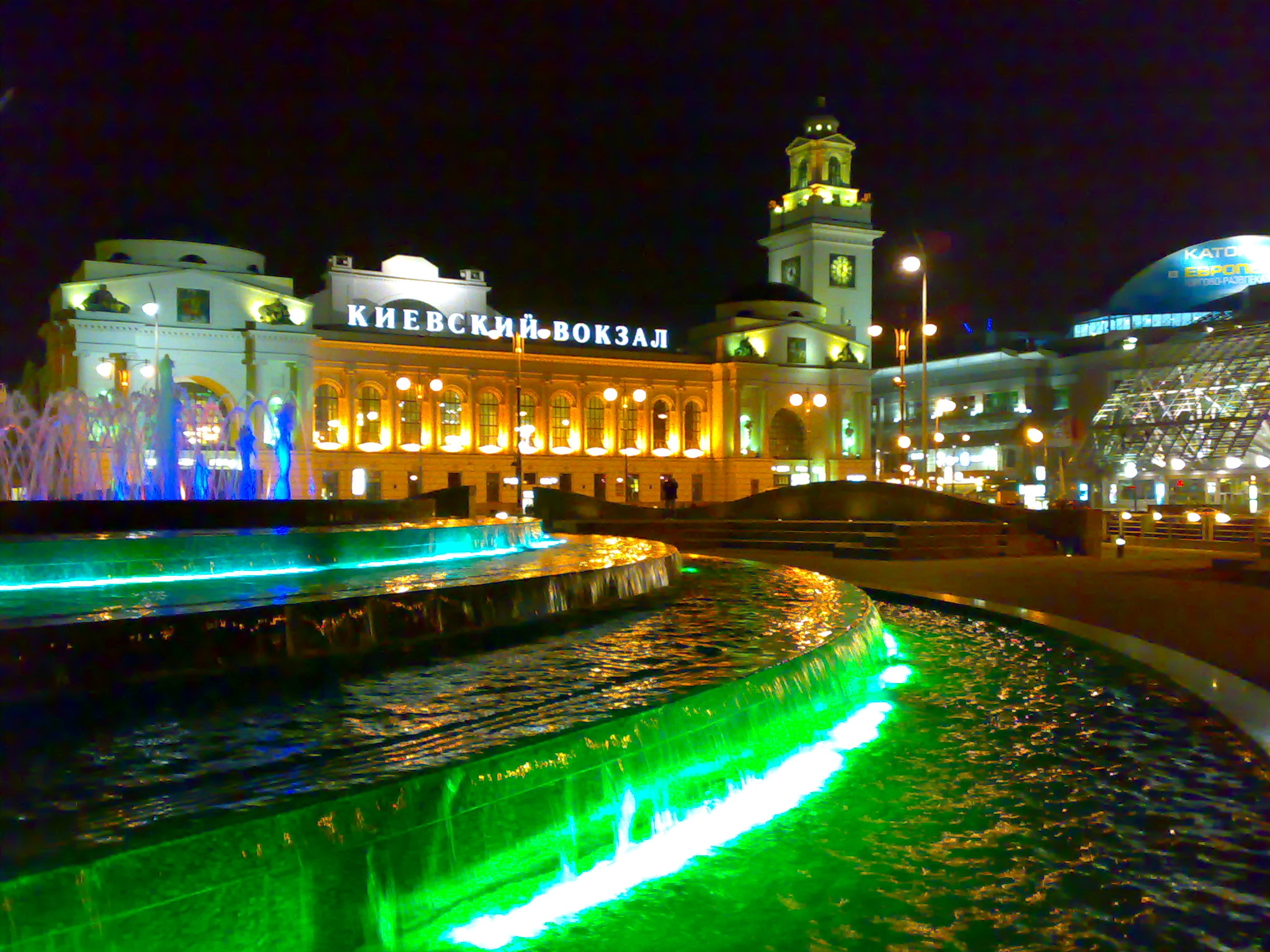
Vista nocturna de la Plaza de Europa de Moscú, con una fuente en primer plano y la estación de Kievsky al fondo.

La iluminación en la arquitectura o diseño de iluminación arquitectónica es un conjunto de técnicas de tratamiento de la luz orientadas a iluminar espacios arquitectónicos interiores o exteriores dentro del campo de la arquitectura, diseño de interiores e ingeniería eléctrica relativa al diseño de los sistemas de iluminación, incluyendo luz natural, eléctrica o artificial, o ambas, para servir las necesidades humanas.
La luz artificial ha dejado de verse como una simple herramienta utilizada exclusivamente para proveer la cantidad de luz indispensable que permite ejecutar una actividad funcional. La iluminación se ha convertido en un recurso artístico y una herramienta multifacética que ha permitido a la arquitectura romper esquemas y trascender en el plano estético más allá del funcionamiento.

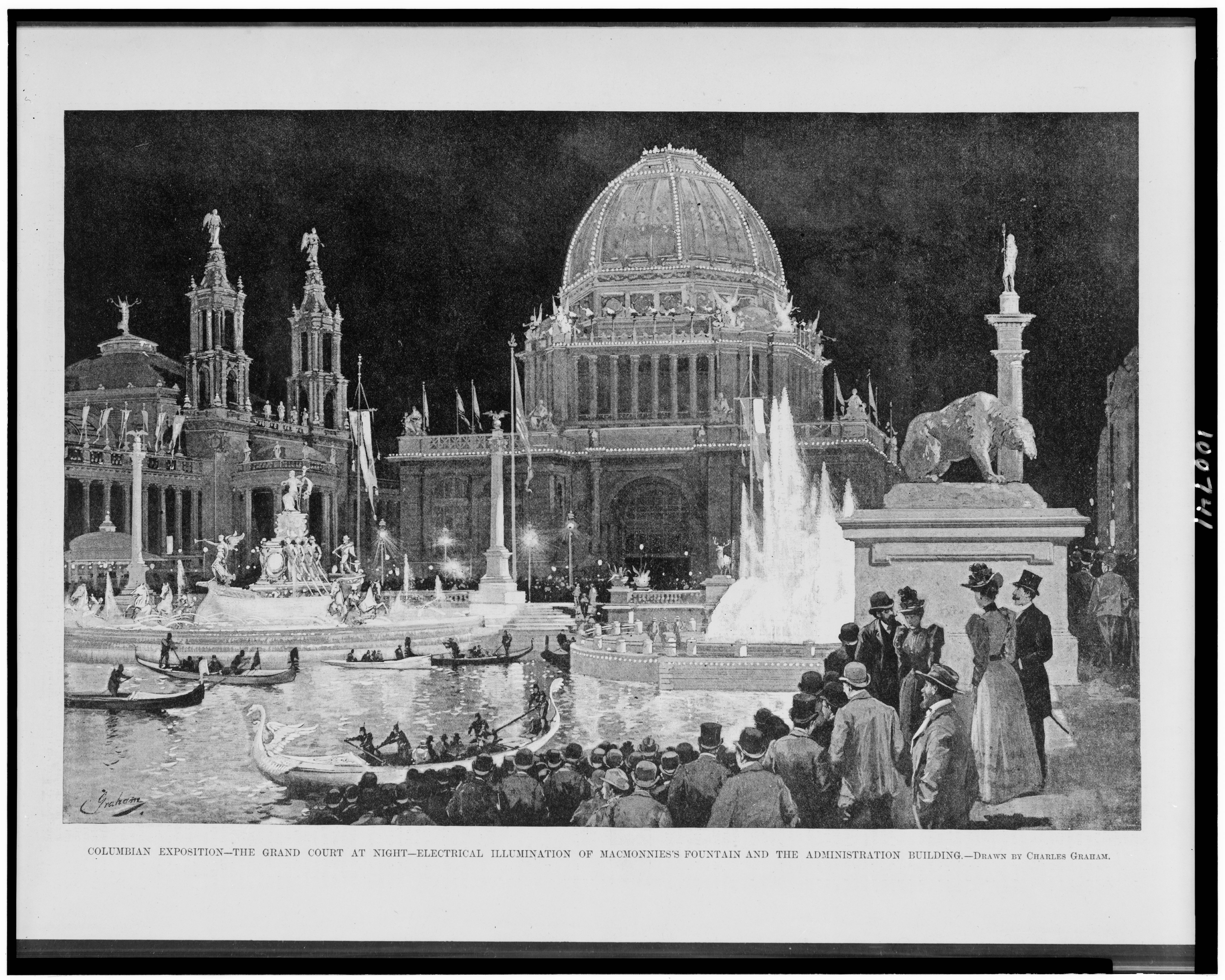
Exposición Colombina: el gran patio nocturno, iluminación eléctrica de la fuente MacMonnies y el edificio administrativo, dibujo de Charles Graham.

Si bien la historia de la iluminación viene de las primeras civilizaciones, es en la Revolución industrial donde vemos que los edificios que habían estado iluminados hasta entonces por candiles, velas o lámparas de petróleo, alcohol, etc., empiezan a incorporar el gas para el alumbrado (SIGLO XIX) donde como novedad podemos considerar que los elementos de alumbrado artificial se integran por primera vez en los edificios como elementos de ubicación fija. El sistema se difunde rápidamente, primero a nivel de alumbrado público, lo que permite por primera vez la vida nocturna exterior en las ciudades. También se difunden estos sistemas a nivel de alumbrado interior. 
Los edificios públicos como el Cristal palace adoptan este nuevo sistema, aunque luego es reemplazado por la instalación eléctrica. 
El proceso de diseño tiene en cuenta:
- el tipo de actividad humana que se realizará en el espacio.
- la cantidad de luz requerida.
- el color de la luz (temperatura de color) dado que puede afectar la vista de objetos concretos y el entorno como conjunto.
- la distribución de la luz en el espacio a iluminar, sea exteriores o interiores.
- el efecto del sistema iluminado en el usuario.

Las funciones de la iluminación en la arquitectura son:
- Delimitar espacios: por medio del juego de luces y sombras es posible que los usuarios se percaten del espacio delimitado sin necesidad de usar muebles, separadores u otros elementos.

- Crear o resaltar espacios en los edificios: se puede lograr una jerarquización de espacios dependiendo de la dirección y la intensidad de la luz en determinados espacios.

- Realzar determinados aspectos o elementos arquitectónicos: La estética del edificio tanto interior como exterior se puede resaltar iluminando elementos como: columnas, muros, etc.

- Crear ambientes diferentes según las necesidades de cada usuario.

- Marcar recorridos: la iluminación te puede indicar la salida o recorrido de algún lugar, con el uso de luz de cortesía de baja intensidad.

- Generar intensidades lumínicas diferentes para situaciones diversas, creando sensaciones estéticamente agradables, lo que mejora el confort de sus usuarios.

- Optimizar la iluminación y el gasto económico y energético. E incluso puede llegar a aumentar el valor de un edificio gracias a esta capacidad de ahorro.

Es importante tener en cuenta que el factor último del éxito es la respuesta humana, es decir, que lo que se vea sea de manera clara, sencilla y cómoda. Los diseñadores de iluminación a menudo son especialistas que deben entender la física en la reproducción y distribución de la luz, la fisiología y psicología de la percepción humana de la luz, la anatomía del ojo humano así como la respuesta de los conos y bastones a la luz.
El buen desarrollo de una propuesta de iluminación arquitectónica se basa en el buen balance de los conceptos de percepción. Se requiere de la habilidad de visualizar un espacio iluminado en donde se domine el campo de 3 dimensiones creando interacciones entre las superficies del lugar y los elementos arquitectónicos del mismo. Al final a dicho diseño se le incluye las luminarias, tipos de lámparas (con sus especificaciones), sistema de control y los cálculos de iluminación.
El diseñador de interiores se centra en todos los aspectos de la decoración, pero más en la iluminación durante el acabado del proyecto. Los diseñadores de interiores utilizan muebles elegantes, lámparas, relojes, manteles, cuadros, espejos, efectos especiales de iluminación. Las lámparas pueden agregar una belleza extra al diseño de interiores con varios tipos de estilos que incluyen lámparas transparentes Goal, lámparas de techo, lámparas colgantes, lámparas de pared, de diferentes colores, como gris, negro, verde, blanco, latón, dorado.
La iluminación puede servir para influenciar la experiencia visual del entorno de las personas por ejemplo la utilización de brillo y obscuridad en los espacios, para señalizar una secuencia para transitar a través del espacio. La forma en que el espectro de luz se puede mostrar o esconder responde a la distribución de la iluminación que muestra la diferencia de las actividades en los espacios, que al mismo tiempo se relaciona con la importancia de los objetos del lugar. Por un lado la iluminación puede ser suave y difusa mostrando todo sin hacer ningún énfasis y por otro lado puede ser direccionada dándole importancia a ciertas superficies u objetos. 